# سرگرد گروم: دکتر طاعون
سرگرد گروم: دکتر طاعون (روسی: Майор Гром: Чумной Доктор، ت. «Mayor Grom: Chumnoy Doktor») یک فیلم اکشن روسی محصول سال ۲۰۲۱ به کارگردانی اولگ تروفیم است که بر اساس مجموعه کتاب‌های مصوری به همین نام از ناشر روسی بابل کمیکس، ساخته آرتیوم گابریلیان، ساخته شده است. این دومین فیلم اقتباسی بابل کمیکس و همچنین اولین فیلم بلند بر اساس یک کمیک روسی است. پیش از این، این استودیو فیلم کوتاه سرگرد گروم را منتشر کرده بود. تیخون ژیزنفسکی در نقش اصلی در کنار لیوبوف آکسیونوا، الکسی ماکلاکوف، الکساندر ستیکین، سرگئی گوروشکو و دیمیتری چبوتاریوف به ایفای نقش پرداخته‌اند. داستان فیلم در سنت پترزبورگ اتفاق می‌افتد و دربارهٔ سرگرد پلیس ایگور گروم، پلیسی صادق و ماهر اما با روش‌های نامتعارف است که یک قاتل خودسر با ظاهر یک دکتر طاعون را تعقیب می‌کند.